# Maloje Osjornoje
Maloje Osjornoje (russisch Малое Озёрное, deutsch Auklappen) ist ein Ort in der russischen Oblast Kaliningrad (Gebiet Königsberg (Preußen)) und gehört zur Gwardeiskoje selskoje posselenije (Landgemeinde Gwardeiskoje (Mühlhausen)) im Rajon Bagrationowsk (Kreis Preußisch Eylau).

## Geographische Lage
Maloje Osjornoje liegt im Südosten des Rajon Bagrationowsk, zwei Kilometer nordöstlich von Bagrationowsk entfernt, unweit der Nebenstraße, die die Rajonshauptstadt mit Nadeschdino (Lampasch, 2 Kilometer) mit Gwardeiskoje (Mühlhausen, 13 km) bzw. Tischino (Abschwangen, 15 km) – an der russischen Fernstraße A 196 (ehemalige deutsche Reichsstraße 131) gelegen – verbindet.
Die nächste Bahnstation ist Bagrationowsk, Endpunkt einer Bahnstrecke von Kaliningrad (Königsberg) kommend, einem Teilstück der ehemaligen Ostpreußischen Südbahn.

## Geschichte
Das ehemals Auklappen genannte Gutsdorf war von 1874 bis 1945 in den Amtsbezirk Loschen (russisch: Lawrowo, nicht mehr existent) eingegliedert und gehörte zum Landkreis Preußisch Eylau im Regierungsbezirk Königsberg der preußischen Provinz Ostpreußen.
Im Jahre 1910 waren in Auklappen 87 Einwohner registriert. Am 30. September 1928 endete die Eigenständigkeit der Gutsgemeinde durch Eingliederung in die Landgemeinde Klein Sausgarten (heute russisch: Bolschoje Osjornoje).
Im Jahre 1945 kam Auklappen mit dem nördlichen Ostpreußen zur Sowjetunion und erhielt 1946 die russische Bezeichnung „Maloje Osjornoje“. Bis zum Jahre 2009 war der Ort in den Nadeschdinski sowjet (Dorfsowjet Nadeschdino (Lampasch)) eingegliedert und ist seither – aufgrund einer Struktur- und Verwaltungsreform – eine als „Siedlung“ (russisch: Possjolok) qualifizierte Ortschaft innerhalb der Gwardeiskoje selskoje posselenije (Landgemeinde Gwardeiskoje (Mühlhausen)) im Rajon Bagrationowsk.

## Kirche
Auklappens Bevölkerung war bis 1945 überwiegend evangelischer Konfession. Das Dorf war in das Kirchspiel Schmoditten (heute russisch: Rjabinowka) eingepfarrt und gehörte zum Kirchenkreis Preußisch Eylau (Bagrationowsk) in der Kirchenprovinz Ostpreußen der Kirche der Altpreußischen Union. Letzter deutscher Geistlicher war Pfarrer Max Kuehnert.
Heute liegt Maloje Osjornoje im Einzugsgebiet der in den 1990er Jahren neu gegründeten Dorfkirchengemeinde in Gwardeiskoje (Mühlhausen), die eine Filialgemeinde der Auferstehungskirche in Kaliningrad (Königsberg) ist. Sie ist Teil der Propstei Kaliningrad der Evangelisch-lutherischen Kirche Europäisches Russland (ELKER).